# 哈尔的移动城堡
《霍爾的移動城堡》，是一部由吉卜力工作室製作，宫崎骏執導，於2004年11月20日首映的日本動畫電影，故事改編自英國奇幻文學作家戴安娜·韋恩·瓊斯在1986年的著作《魔幻城堡》（Howl's Moving Castle）。這部電影由鈴木敏夫擔任製作，並由東寶發行。
這部電影以一個虛構的王國為背景，在與另一個王國爆發的戰爭背景下講述了一位年輕的女帽商蘇菲的故事，她被荒野女巫施下變成老婦人的詛咒。而後她便遇到了一個名叫霍爾的巫師，並被捲入了王國與鄰國的衝突以及與霍爾的爱情之中。電影的背景則受到宮崎駿在2003年反對美國入侵伊拉克的影響，故事帶有強烈的反戰題材。其電影也還探討了老年的主題，積極地將年齡的轉變描述為賦予令主角「自由」的意義。這部電影也包含女權主義元素，並傳達了關於憐憫價值的訊息。
2013 年，宮崎駿曾將《霍爾的移動城堡》視為最喜歡的作品，並解釋到：「我想傳達的訊息是生活是值得度過的，我認為這沒有改變。」在該電影的主題上與小說明顯不同：小說著重於挑戰階級和性別規範，而電影則著重於愛情、個人忠誠和戰爭的破壞性影響。
《霍爾的移動城堡》最終在2004年9月5日於第61屆威尼斯國際電影節上首映，並於2004年11月20日在日本上映。它在日本的票房收入為196億日圓（美金約1.9億美元），全球票房收入為 2.36億美元，成為歷史上商業上最成功的日本電影之一。這部電影獲得了評論界的好評，尤其是其視覺效果和宮崎駿對主題的呈現。該電影也被提名為第78屆奧斯卡金像獎最佳動畫長片，但在2006年輸給了《酷狗寶貝之魔兔詛咒》，該電影還獲得了大量獎項，包括四項東京動畫獎和一項星云奖最佳剧本獎.

## 劇情簡介
在19世纪的歐洲世界，史柏麗王國裡出現了一座會移動的城堡。
帽子店少女蘇菲前往探望在工作的繼妹蕾蒂，路上被軍官搭訕，蘇菲不知該如何擺脫時冒出了的魔法師霍爾搭救。然而霍爾此时也正被追踪他的"荒野女巫"追杀。兩人分别当夜，蘇菲遇見荒野女巫。當女巫得知霍爾與蘇菲見面時，為了報復蘇菲，對她下了變老的詛咒。苏菲瞬间变成90岁老妪。失去容身之处的她被迫离开城镇，在荒野旅途中救下神秘稻草人"菜头"，并跟随它来到霍爾的移动城堡。  
城堡壁炉里栖息着火焰恶魔卡西法——它因与霍尔訂過契约而被迫当苦力，而且當城堡要移動時，就要讓卡西法用魔力驱动整座城堡移動。卡西法向苏菲透露，希望她能破除自己與霍爾的契约还自己自由。苏菲索性以清洁工身份留下，就此就在城堡安家。  
随着邻国战事爆发，王室魔法师莎莉曼夫人强召霍爾效力。这位曾是霍爾导师，始终痛惜他与恶魔交易后叛离师门。她提出了一個交易：若霍爾效忠王室便教授解除契约之法，否则将剥夺其魔力。曾与恶魔交易的荒野女巫突然沦为普通老妇。陪同霍爾面见莎莉曼时，苏菲挺身支持霍爾，却未能阻止对方持续追杀。为躲避追捕，霍爾用魔法将整座城堡迁至苏菲的帽子店旧址，被剥夺魔力的荒野女巫也阴差阳错加入城堡。  
鄰國空袭城镇，霍爾执意参战声称要保护苏菲。她却意识到正是自己连累霍爾卷入战争，遂独自返回荒野城堡，决意救援爱人。此刻荒野女巫突然发现——霍爾的心脏竟在卡西法体内！她扑向火焰的刹那引发混亂，苏菲情急泼水导致城堡崩塌，随残骸坠入深渊。  
谷底破碎的门扉将苏菲引向异时空，在那里她目睹少年霍吞下流星，从胸膛掏出燃烧的心脏。苏菲含泪呼喊"一定要在未来等我"重返现世，诅咒竟在此刻解除，她恢复了少女容颜。  
现实世界中，恶魔化的霍爾已奄奄一息。蘇菲明白他始终在等待自己，苏菲将心脏归还哈尔胸膛。重获自由的卡西法化作流星逝去，城堡残骸开始坠落。千钧一发之际，稻草人菜头舍身相护。随着苏菲的感恩之吻，菜头现出真身——竟是遭诅咒的邻国王子！他承诺回国终结战争。通过魔法窥见此景的莎莉曼终于叹息："该结束这场荒唐战争了"。而卡西法也化作温暖炉火重回大家身边。  
在新生的移动城堡里，霍爾与苏菲相拥而吻。而载着所有人的白色城堡，划破云层飞向湛蓝晴空。

## 角色介紹
蘇菲
本片女主角。年齡18歲，以長女的身分代替繼母哈妮繼承父親遺留下來的哈達帽子店，店面不大且樸素。蘇菲在故事一開始顯得沒有主見，對自己的外貌也缺乏自信，經常因為自卑而陷入低潮的情緒裡，對自己備受桎梏的生活感到無奈。
因為與霍爾有一面之緣而被荒野女巫盯上，被荒野女巫施以詛咒變成90歲的老婆婆，之後誤打誤撞進入霍爾的移動城堡，並以城堡清潔婦的身分住下。
在城堡的生活中漸漸找回生命的意義，跟自我的價值，雖然身體變老，但精神卻變年輕起來。變得更有自信跟勇氣，也影響跟改變了霍爾。
後期理解霍爾的過去，剪下自己的髮辮交給卡西法，解除霍爾和卡西法的契約，蘇菲也成功恢復了原本的年紀，不過頭髮的顏色依舊為變成老婆婆後的銀色。最後拯救了差點死掉的霍爾，在重建完畢的移動飛行城堡中過著幸福快樂的日子。
霍爾
本片男主角。法力高強的魔法師，是移動城堡的主人，謠傳他會吃掉年輕漂亮女孩的心臟，為了自由生活而有很多名字（詹金斯、潘德拉肯等）。
平常是個金髮的俊美青年，雖然嚮往自由自在的生活，但因受國家徵召，而時常變身成巨大的人臉鳥身生物，來回穿梭於戰場。
非常注重外表，經常改變髮型與穿著，會因髮色不如意和被女孩子拒絕發脾氣。
是王宮御用魔法師莎莉曼夫人唯一門下弟子，曾與惡魔卡西法訂下契約。莎莉曼徵召霍爾，但霍爾因其害怕莎莉曼強大的魔法而叫蘇菲代替他去，同時莎莉曼的手下追查霍爾的家，試圖像對付荒野女巫一樣奪走其魔力。
在少年時與火魔卡西法訂下契約，而陷入「成為魔王」的險境，差點失去理性，唯一方法就是用卡西法將心臟還給霍爾。在跟蘇菲生活的日子中，被蘇菲的積極果敢影響，在他保護蘇菲的同時，蘇菲也在最後救了他，之後兩人過著幸福快樂的日子。
荒野女巫
曾是個才華洋溢的魔女，但只會施魔法卻不會解魔法。
五十年前從王宮被趕到荒地，使喚著許多利用魔法塑造出的橡膠人作為手下。
因霍爾而遷怒蘇菲，下詛咒讓蘇菲變成老婆婆，後來被莎莉曼夫人用計奪走了法力，因而恢復原本的年紀。
失去法力後變成平時無惡意的老人，之後與蘇菲霍爾一家住在一起。也因變老而造成腦筋不靈光，喜歡大口抽雪茄，有時會因對於霍爾身上心臟的偏執而作出不可理喻的行為。
卡西法
是一個火惡魔，前身是流星─星之子。在下著流星雨的溼地高原的夜晚與少年霍爾以「心臟」訂下契約，之後居住在城堡壁爐中，是移動城堡的動力來源。
主食是木柴，但蛋殼、培根、荷包蛋這類的副食品也很喜歡。不喜愛由火藥產生的火燄，認為它們不懂禮貌。
平時只接受霍爾的命令，但也曾被蘇菲以半強迫的方式，讓她在它上面煮東西，原因是她要拆穿卡西法和霍爾契約而聽從的。
之後因蘇菲解開它與霍爾之間的契約而獲得自由，但仍選擇回來與大家在一起。
馬魯克
霍爾的徒弟，年紀為8歲而已，他無依無靠住在霍爾的城堡裡，平常一邊打雜一邊學習魔法，腰間總是背著大荷包。
平時在霍爾不在家時，會以魔法斗篷變身老人接待來客，第一次見到蘇菲的時候不喜歡她，但隨著蘇菲對他們的肯定，馬魯克漸漸變得很懂事，不但會幫忙蘇菲作收衣服等家事，還相當喜愛蘇菲，最後成為一家人。
缺點是討厭吃魚和馬鈴薯。因本身喜愛狗而願意收養因因，並常與因因一起行動。
稻草人-蕪菁
蘇菲在荒地遇到，並無意間救了倒栽蔥的他，頭頂是蕪菁，蘇菲叫他稻草人。
為了報恩，稻草人一直跟著蘇菲，除了替蘇菲找來柺杖之外，也為她喚來移動的城堡。
真實身分為被詛咒的鄰國王子。霍爾見到稻草人時，曾说稻草人中了很複雜的魔法。
在鄰近结局时，稻草人為了拯救蘇菲一行人，用自己的身體阻擋將掉進懸崖的蘇菲一行人，蘇菲一行人得救了，但自己的身体卻被拆散。之后蘇菲對稻草人感激的亲吻，其诅咒被解除，恢復人型的模樣，臨行前表明會說服國家停戰。
因因
莎莉曼夫人所養的使喚犬可與莎莉曼透過水晶球聯絡。年紀很大，但算是隻活力充沛的老狗。
在蘇菲前往王宮時帶領她前進，而被蘇菲誤以為是霍爾的變身。
外型腿短，無法爬樓梯，後來擅自離開莎莉曼和蘇菲一起行動，成為霍爾蘇菲一家的一份子，常與和馬魯克黏在一起。
莎莉曼夫人
深得史柏麗國王信賴的宮廷魔法師，握有巨大的實權，曾在魔法學校任教，亦是霍爾的老師，此次戰爭中她下達指令給史柏麗國王，同時為了急欲獲得最後弟子─霍爾的協助而追緝他。最後因見到霍爾的改變和蘇菲的勇敢而決定就此休兵停戰。
哈妮
蘇菲的繼母，蕾蒂的親生母親。穿著華麗豔麗。個性開朗而多話。在蘇菲離家後賣掉帽店並與一名富豪再婚。
與蘇菲略有心結，重逢時蘇菲很高興能和好如初。但因哈妮的再婚，丈夫被莎莉曼當作人質而被迫將偷窺蟲帶進蘇菲家，為此對蘇菲感到愧疚。
蕾蒂
蘇菲的妹妹，也是哈達家的次女，蘇菲同父異母的繼妹，在「伽加俐西點店」大型咖啡店的巧克力專賣部工作。
遺傳母親開朗的性格與華貴的姿容，相當受異性歡迎，性格獨立有主見。和繼姊蘇菲感情很好。
史柏麗國王
史柏麗王國國王，十分信任莎莉曼，是個有著紅髮紅鬍子的中年男人，穿著空軍制服，對於戰爭的態度相當積極，而霍爾就是假扮成此人去見莎莉曼。
莎莉曼的僕役們
一律留著金橙色妹妹頭的少年。
貝西
在蘇菲經營的帽子店裡工作的人員。
瑪姬
住在港口的紅髮女孩，替母親來「詹金斯的店」（移動城堡在港口開業的名稱）找馬魯克拿風咒語，曾詢問蘇菲是否為女巫。
霍爾的叔父
在動畫中的未露面角色，因為他是已過世的人物，僅由霍爾於言談中提及已過世的人物而已，有留予霍爾位於溼地高原的一間水車小屋。
橡膠人
荒野女巫的手下，無臉，部分身著禮服及禮帽，部分只戴帽子。
歐塔瑪人
戴著面具和帽子，有翅膀，被作為空中戰艦用來對抗敵手的生物兵器。霍爾稱其為「莎莉曼夫人手下的手下」。
移動城堡
由火魔卡西法驅動，有四支細腳，會噴出蒸氣。
城堡的大門轉盤上有四種顏色，可經由轉動指針而通往四個不同的地方。

## 製作

### 過程

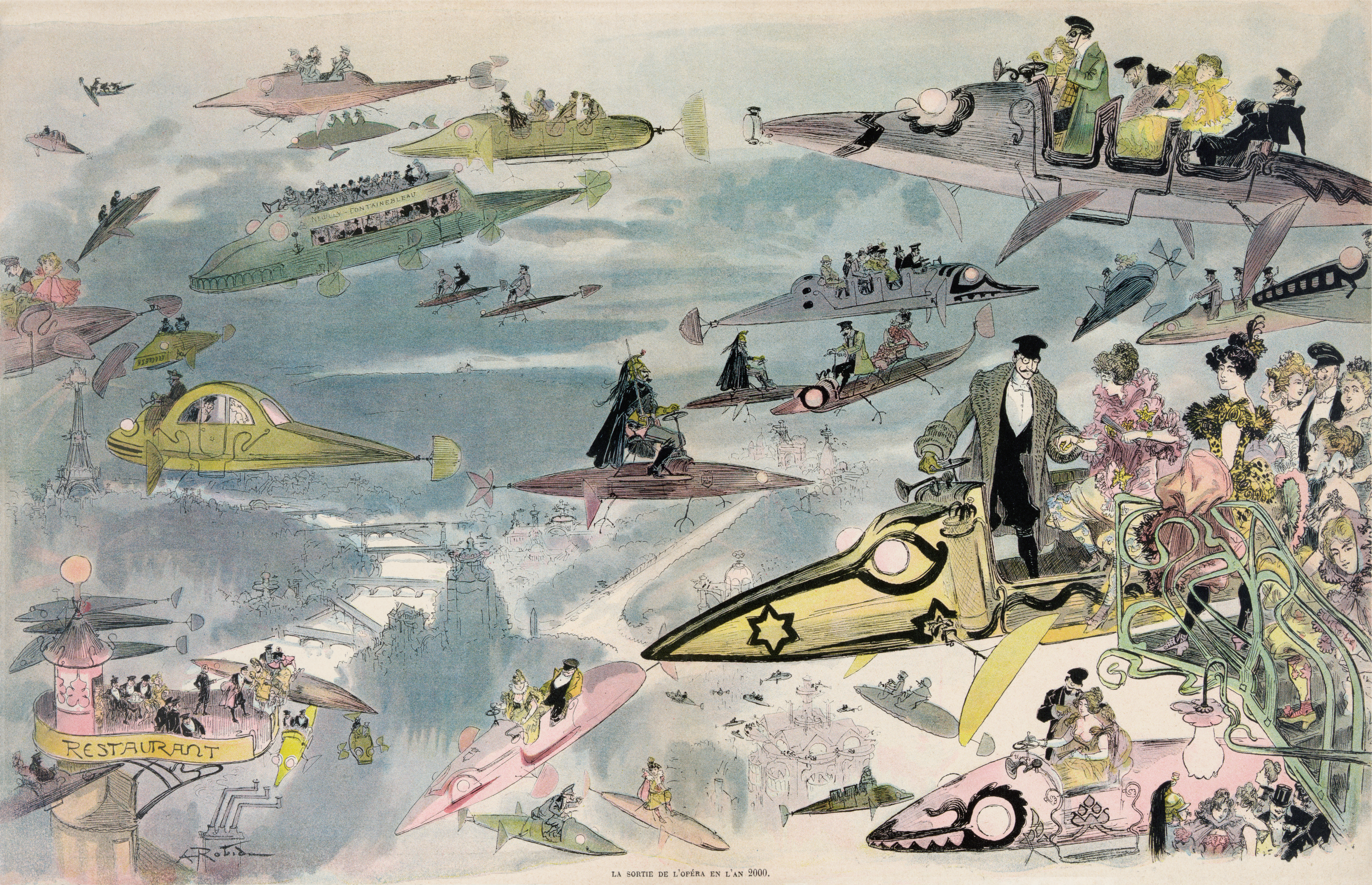
亞伯特·羅比達1882年的作品《La Sortie de l'opéra en l'an 2000》

作品改編成動畫的契機來自於1999年期間。當時宮崎駿每月手上會收到從德間書店所發行的新書，而其中一本則為翻譯自戴安娜·韋恩·瓊斯的著作《魔幻城堡》日文版小說，宮崎駿在閱讀後引起了興趣，進而與吉卜力動畫製作人鈴木敏夫商量將小說改編為動畫的念頭。
之後吉卜力邀請了細田守擔任《霍爾的移動城堡》的導演，並預定將此作品作為在2002年動畫《貓的報恩》後發表的新作。但之後細田守擔任導演一事被吹斷，而在2003年時改讓宮崎駿勝任此片導演。（後續細田守將當時被撤換的心情反應在他執導的2005年《航海王》劇場版動畫《ONE PIECE 祭典男爵與神祕島》上。）
在宮崎駿開始執導此片後，改為預定讓《霍爾的移動城堡》在2004年夏季上映。但中間因製作延遲拖至11月底才正式公開，成為少數出現延遲上映狀況的宮崎駿作品。
當時製作期間因正逢美國於2003年對伊拉克發動二次波斯灣戰爭，該時期世界的局勢也間接影響到宮崎駿對於故事情節的編寫。而法國畫家亞伯特·羅比達的插畫也對作品中登場的虛構交通工具有著影響。

### 設定

#### 相異點
|                                | 動畫 | 原作 |
| ------------------------------ | --- | --- |
| 霍爾                           | 年少時居住星之湖一帶的魔法師，嚮往自由的生活。 對於國家頻頻主張發動戰爭一事感到厭惡，雖不參與國家的軍隊但想以一己之力盡可能制止戰爭。 | 原來自於英國威爾斯的青年，大學時因研究與魔法相關的學術而發現來往現實世界與魔法世界的方法。 與蘇菲之間有許多互相挖苦、冷嘲熱諷的場景描寫。 |
| 蘇菲的妹妹                     | 在鎮上西點店工作的蕾蒂。 | 前去西點店工作的蕾蒂及與魔法師學習魔法的瑪莎，但故事裡倆人私下互換身份。                                                                  |
| 馬魯克                         | 霍爾的學徒，7至8歲左右的小男孩。 | 霍爾的學徒，皮膚黝黑、約15歲左右的少年。與蘇菲的妹妹瑪莎交往。                                                                            |
| 荒地女巫                       | 登場時外型為胖身材模樣的貴婦，故事最後與蘇菲等人一同生活。 | 能以魔法讓自己外貌變成美麗女性的女巫，與霍爾同樣有與火魔立下契約而獲得力量。 在故事中從頭至尾皆為反派。                                   |
| 莎莉曼                         | 教導霍爾學習魔法的魔女，在皇宮中握有巨大的實權。 | 奉王宮的命令前去打倒荒地女巫的男性魔法師「蘇利曼」，但後續自身的肉軀反被荒地女巫以魔力給打散。                                            |
| 稻草人                         | 故事中與蘇菲一同在霍爾的城堡內居住的稻草人。真實身分為被下咒的鄰國王子。 | 原是普通稻草人，因莎莉曼巫師被荒地女巫擊敗前將剩餘的魔法轉移至它身上而擁有力量。蘇菲對於它常冷不防地冒出感到恐懼。                        |
| 狗                             | 由莎莉曼飼養的狗「因因」，之後離開王宮與蘇菲等人在一起。 | 「波西瓦」，俱備著能變化成人的能力。 真實身分為荒地女巫將被法力拆散的王宮巫師莎莉曼、及國王的弟弟賈斯汀王子的肉身各部位所組成的生命體。   |
| 霍爾的城堡                     | 由一堆房舍堆積而成，底部有機器的四肢，如爬蟲類模樣的城堡。 | 以四棟黑色的角樓組成，可在半空飄浮的城堡。                                                                                                |
| 城堡門口各顏色轉盤能通往的地點 | 舊城堡 綠色：移動城堡本體所在的地點。 紅色：國王城鎮，在此霍爾使用姓氏潘德拉肯。 藍色：港口小鎮，在此霍爾使用的名號為詹金斯。 黑色：只有霍爾才知道，霍爾從此門自戰場回來。 新城堡 綠色：移動城堡本體所在的地點。 鵝毛黃色：哈達帽子店原址，霍爾蘇菲一家在此開花店。 粉桃紅色：溼地高原，是霍爾送給蘇菲的禮物，此處佈滿繁花，哈達花店的花材來源地。 黑色：通往霍爾的少年時代，之間隔著永劫的夕陽及空虛的黑暗。 | 綠色：移動城堡本體所在的地點。 紅色：往國王城鎮。 藍色：往港口小鎮。 黑色：前往霍爾的故鄉威爾斯。                                         |

#### 場景
- 史柏麗王國

霍爾及蘇菲所在的國家之首都，因鄰國王子的失蹤而與鄰國開戰，國內愛國主義高漲。史柏麗空軍制服為綠色並佩帶防風鏡，兩人一組，一艘飛行艇、陸軍制服為藍底紅相間，配長槍、海軍制服則為水手服。
在史柏麗王國的首都中，霍爾在此以姓氏「潘德拉肯」開業。港口一帶，霍爾則以「詹金斯」(THE GREAT WIZARD JENKINS)的名號開業。
動畫中的城鎮主要參考法國東部亞爾薩斯、法國首都巴黎及德國海德堡所繪製。
- 哈達帽子店

英文原名HATTER，原著譯名海特，引用自名著愛麗絲夢遊仙境瘋帽商海特。電影設定初期為卡達，後來改為哈達。其為蘇菲父親所傳承下來的帽子店，後來被改販售鮮花，成為哈達花店。
- 伽加利西點店

位於蘇菲出生的城鎮，是一間大型咖啡店，有巧克力專賣部門，蘇菲妹妹蕾蒂在此工作。
- 星之湖

荒地附近，移動城堡曾來到此處並晾曬衣服，蘇菲在此感到心靈的平靜。
霍爾兒時曾在此地住過一段時間，也是在此與卡西法訂下契約。

#### 其他
- 星之子

此名稱未在電影中出現，但設定集、劇本中皆有此名稱。星之子為流星火魔的前身，卡西法在與霍爾訂下契約前，也是一顆星之子。
- 黑暗精靈

霍爾曾在被女孩子甩掉時呼喚過一次，後來染髮失敗時又呼喚了一次。
- 偷窺蟲

莎莉曼夫人用來尋找霍爾的工具，由哈妮裝進紫色袋子裡帶進哈達花店內部，被荒野女巫扔給火魔卡西法燒掉，卻造成卡西法法力減弱。

## 主要製作流程
- 2002年9月：前往歐洲以法國東部為中心進行十二天取材之旅
- 2002年10月：各自作業
- 2002年11月：宮崎駿導演開始劇本作業
- 2003年1月：城堡動作試驗版完成，角色設定完成
- 2003年2月1日：製作正式開始
- 2003年7月18日：最早內部試片（以28格/秒的速度播放）
- 2004年1月：劇本完成，東寶決定將公開日期由夏天延到秋天
- 2004年4月12日：第一次錄音開始
- 2004年4月17日：第一次錄音完成
- 2004年6月3日：檢查原畫
- 2004年6月5日：第二次錄音開始
- 2004年6月9日：開始正式作畫、監督作業
- 2004年6月17日：第二次錄音結束
- 2004年6月底：動畫、美術、數位貼圖、數位作畫、數位攝影作業幾乎完成，作品總作畫張數達148,786張，片長119分11秒。
- 2004年7月：將對白、音樂及音效進行混音工作
- 2004年8月3日：第一次試映
- 2004年8月底：將作品送往61屆威尼斯影展（8/31~9/10）參展，並獲傑出技術貢獻獎
- 2004年11月20日：東寶電影院線上映

### 細田守的退出
細田守原作為執導《霍爾的移動城堡》的導演，曾被要求自己籌組團隊來製作該部電影，他親自跑遍各大動畫廠向人低頭請求，才召集到足夠的人手投入製作工作。在完成了劇本、分鏡表也製作了三分之二進入原畫繪製階段時，吉卜力高層卻臨時要求該團隊中止製作，改由宮崎駿及其團隊來接替。其背後原因眾說紛紜，但最有力的說法是，吉卜力在製作一半時突然判定細田守不具票房吸引力，還是得掛上「宮崎駿」的名號才能使電影賣座，所以才將細田守拉下導演寶座。
細田守墜入谷底，不僅籌備的《霍爾的移動城堡》心血結晶全被付諸，業界的人望也全部喪失殆盡，不禁大嘆：「從此以後，我再也沒辦法再投身動畫界了」，連細田守投入動畫界後尊為老師的前輩動畫師山下高明，也因《霍爾的移動城堡》一事而與細田守心生芥蒂。事後細田守針對此事說道：「當時莫名的自負，害我不懂得找尋協助。如果當時能主動向宮崎駿討教，結果或許會不一樣。」，他更將當初宮崎駿拒絕他加入吉卜力的回信，裱框掛在自家客廳的牆上。

### 聲演
| 角色                       | 配音 | 配音                      | 配音     | 配音                  | 配音                                                                                        |
| 角色                       | 日本 | 臺灣                      | 香港     | 中国大陆              | 美国                                                                                        |
| -------------------------- | --- | ------------------------- | -------- | --------------------- | ------------------------------------------------------------------------------------------- |
| 蘇菲（ソフィー）           | 倍賞千惠子 | 劉小芸 王景平（老年）     | 郭碧珍   | 林兰 田曦薇（公映版） | 艾蜜莉·摩提默 珍·西蒙絲                                                                     |
| 霍爾（ハウル）             | 木村拓哉 | 李勇                      | 張繼聰   | 小王凯 于适（公映版） | 克里斯汀·貝爾                                                                               |
| 荒野女巫（荒地の魔女）     | 美輪明宏 | 劉傑                      |          | 伍凤春                | 羅蘭·比歌                                                                                   |
| 馬魯克（マルクル）         | 神木隆之介 |                           | 張朗軒   | 李逸飞                | 喬許·哈卻森                                                                                 |
| 卡西法（カルシファー）     | 我修院達也 | 李勇                      | 李鎮洲   | 赵震                  | 比利·克里斯托                                                                               |
| 蕾蒂（レティー）           | 都築香彌子 | 林芳雪                    | 不適用   | 不適用                | 吉娜·瑪隆                                                                                   |
| 哈妮（ファニー）           | 八十川真由野 | 陳季霞                    | 不適用   | 不適用                | 瑪麗·達文                                                                                   |
| 王子（カブ）               | 大泉洋 | 于正昌                    | 不適用   | 叶保华                | 克里斯賓·弗里曼                                                                             |
| 莎莉曼（サリマン）         | 加藤治子 | 崔幗夫                    | 不適用   | 徐燕                  | 布萊依·丹尼爾                                                                               |
|                            | 原田大二郎 | 使用原音                  | 使用原音 | 使用原音              | 使用原音                                                                                    |
| 國王（国王）               | 大塚明夫 | 康殿宏 趙明哲（霍爾假扮） | 不適用   | 张云明                | 馬克·席博曼                                                                                 |
| 小姓（小姓）               | 伊崎充則 保村真 | 不適用                    | 不適用   | 不適用                |                                                                                             |
| 瑪姬（マッジ）             | 菅野莉央 | 陳若甄                    | 不適用   | 不適用                | 莉莉安娜·莫米                                                                               |
| 头盔（兜）                 | 半場友惠 |                           | 不適用   | 不適用                | 不適用                                                                                      |
| 士兵（兵士）               | 安田顯 大泉洋 | 吳文民 于正昌             | 不適用   | 不適用                | 不適用                                                                                      |
| 蛋糕店店員（ケーキ屋店員） | 森崎博之 | 不適用                    | 不適用   | 不適用                | 不適用                                                                                      |
| 八百屋（八百屋）           | 森崎博之 | 不適用                    | 不適用   | 不適用                | 理查德·史蒂芬·霍沃茲                                                                        |
| 橋上的男子（橋の上の男）   | 戸次重幸 | 不適用                    | 不適用   | 不適用                | 不適用                                                                                      |
| 港口魚店的人（港町の魚屋） | 佐佐木誠二 | 不適用                    | 不適用   | 不適用                | 不適用                                                                                      |
| 城堡門衛（城の門番）       | 音尾琢真 | 于正昌                    | 不適用   | 不適用                | 不適用                                                                                      |
| 其他角色（その他）         | 村治學 つかもと景子 高橋ひろし 山田里奈 小泉まき 大林洋平 宮島岳史 水落幸子 松岡依都美 大原康裕 櫻井章喜 高橋耕次郎 片渕忍 藤崎あかね 大西玲子 栗田桃子 乾政子 目黒未奈 田中明生 明石鉄平 田中宏樹 鍛治直人 関輝雄 西岡野人 上川路啓志 /柳橋朋典 尾方佑三子 清田智彦 金子加於理 中島愛子 桑原淳 小林優太 野村悠子 福士珠代 竹谷敦史 中川義文 松角洋平 | 不適用                    | 不適用   | 不適用                | 達藍·諾里斯 卡洛斯·阿拉茲拉奎 米達香·亞歷山大 茱莉亞·伯納特 麥克·卡特 大衛·喬基 霍莉·多爾夫 |

### 製作人員
- 原作：戴安娜·韋恩·瓊斯（《魔法師豪爾系列①─魔幻城堡》：Howl's Moving Castle, 1986年）
- 分鏡、劇本、導演：宫崎骏
- 製作人：鈴木敏夫
- 導演助手：清川良介、鳥羽洋典
- 製作人助手：石井朋彥
- 作畫監督：山下明彦、稻村武志、高坂希太郎
- 美術監督：武重洋二、吉田昇
- 影像導演：奧井敦
- 色彩設定：保田道世
- 數位作畫導演：片塰滿則
- 原畫：賀川愛、田中敦子
- 背景繪製：男鹿和雄等廿餘人
- 動畫檢查：館野仁美、中邊利惠
- harmony處理：高屋法子
- 製作：渡邊宏行、神村篤、望月雄一
- 製作業務：西村義明
- 後期製作：稻城和實
- 音樂：久石讓
- 效果：野口透（Anime Sound Production）
- 製作工作室：吉卜力工作室
- 發行：東寶株式會社
- 主題曲：《世界的盟約》
  - 作詞：谷川俊太郎
  - 作曲：木村弓
  - 編曲：久石讓
  - 演唱：倍賞千惠子

### 宣傳方針
因宮崎駿抱持著先前在2001年作品《神隱少女》中，是否因有在平面媒體上大量爭鋒宣傳才賣座的疑慮，動畫製作人鈴木敏夫一反先前《神隱少女》時的宣傳方針，刻意讓《霍爾的移動城堡》在媒體上低調地報導，目的是「讓觀眾純粹欣賞電影」。

### 作品文宣
- 兩個人生活在一起──由糸井重里提供。[31]
- 這個城堡在移動
- 活著的快樂）
- 相愛的喜悅

## 反映

### 票房和收視
- 《霍爾的移動城堡》在日本上映第二天便突破110萬人觀看，到5月1日止累積有1500萬人次數。之後在2004年度票房收入近200億日元[32]，為至今吉卜力工作室中僅次於《神隱少女》的最賣座作品。後續2006年7月21日於電視頻道上首播時，則曾在關東一帶地區創下32.9%的收視率[9]。

- 台灣方面，最終全台票房為新台幣9545萬元[33]。
- 中国大陆方面，4月30日，该片正式上映。

### 評價
英國的電影報導雜誌，《Empire》將《霍爾的移動城堡》列為史上前500大電影中的第230名。芝加哥太陽報的評論家理察·羅恩波（Richard Roeper）則肯定片中充滿處處驚奇的創意。
影評家羅傑·艾伯特另認為雖然片中的城堡造型相當驚人，但女主角蘇菲的表現不夠突出，僅給予《霍爾的移動城堡》兩顆半星的評價。。這部電影在《週刊文春》的文春酸梅獎列出2004年最差十大電影的排行榜位居第4名。
2022年4月，日本網路雜誌《Japan Web Magazine》評選30部不限年份的最佳日本動畫電影，《霍爾的移動城堡》排名第30名。同年在《Paste (magazine)》評選前100名不限年份的最佳動畫電影裡排名第51名。2023年3月，本片在爛蕃茄發表「根據爛番茄評論家評比，100部不限時間的最佳日本動畫電影」排行榜名列第28名。

### 獲獎提名
- 2004年第8屆文部省日本新媒體動漫藝術節動畫部門：優秀獎
- 2004年第37屆錫切斯電影節：最受歡迎作品獎
- 2004年第59屆每日電影獎：日本電影影迷獎
- 2004年第61屆威尼斯影展：技術貢獻獎
- 2005年第4屆東京動畫獎：年度最佳動畫、最佳導演獎（宮崎駿）、最佳配音員獎（倍賞千惠子）、最佳配樂獎（久石讓）
- 2005年第9屆好萊塢電影展：最佳動畫獎
- 2005年第22屆茂宜國際影展：最優秀電影獎
- 2005年第31屆西雅圖國際影展：太空塔最佳導演獎
- 2005年第32屆土星獎最佳動畫電影提名
- 2006年第78屆奧斯卡：奧斯卡最佳動畫片獎提名
- 2007年星雲獎：最佳改編劇本
- 紐約影評協會：最佳動畫獎
- 洛杉磯影評協會：最佳音樂獎
- 聖地牙哥影評協會獎

## 週邊產品

### 影音產品
影碟
《霍爾的移動城堡》DVD於2005年11月16日推出，日本當時另有發行四碟裝的限量DVD。
藍光光碟版則於2011年11月16日推行。
印象專輯
| 曲目                   | 創作              |
| ---------------------- | ----------------- |
| 1.魔法世界（）         | 作曲‧編曲：久石讓 |
| 2.移動城堡的魔法師（） | 作曲‧編曲：久石讓 |
| 3.蘇菲的明日（）       | 作曲‧編曲：久石讓 |
| 4.男孩（）             | 作曲‧編曲：久石讓 |
| 5.移動的城堡（）       | 作曲‧編曲：久石讓 |
| 6.不停的戰爭（）       | 作曲‧編曲：久石讓 |
| 7.魔法師的華爾茲（）   | 作曲‧編曲：久石讓 |
| 8.秘密花園（）         | 作曲‧編曲：久石讓 |
| 9.清晨的誘惑（）       | 作曲‧編曲：久石讓 |
| 10.心靈的深處（）      | 作曲‧編曲：久石讓 |

原聲帶
| 曲目                                     | 創作                                                        |
| ---------------------------------------- | ----------------------------------------------------------- |
| 1.開頭曲 人生的旋轉木馬（）              | 作曲‧編曲：久石讓                                           |
| 2.活力充沛的輕騎兵（）                   | 作曲‧編曲：久石讓                                           |
| 3.空中散步（）                           | 作曲‧編曲：久石讓                                           |
| 4.心動（）                               | 作曲‧編曲：久石讓                                           |
| 5.荒地的魔女（）                         | 作曲‧編曲：久石讓                                           |
| 6.流浪的蘇菲（）                         | 作曲‧編曲：久石讓                                           |
| 7.魔法之門（）                           | 作曲‧編曲：久石讓                                           |
| 8.無法消除的詛咒（）                     | 作曲‧編曲：久石讓                                           |
| 9.大掃除（）                             | 作曲‧編曲：久石讓                                           |
| 10.星星之湖（）                          | 作曲‧編曲：久石讓                                           |
| 11.沉靜的思念（）                        | 作曲‧編曲：久石讓                                           |
| 12.在雨中（）                            | 作曲‧編曲：久石讓                                           |
| 13.虛榮與友情（）                        | 作曲‧編曲：久石讓                                           |
| 14.90歲的少女（）                        | 作曲‧編曲：久石讓                                           |
| 15.莎莉曼的魔法陣～重回城堡（）          | 作曲‧編曲：久石讓                                           |
| 16.秘密的洞穴（）                        | 作曲‧編曲：久石讓                                           |
| 17.搬家（）                              | 作曲‧編曲：久石讓                                           |
| 18.花園（）                              | 作曲‧編曲：久石讓                                           |
| 19.快跑！（）                            | 作曲‧編曲：久石讓                                           |
| 20.這就是戀愛呢（）                      | 作曲‧編曲：久石讓                                           |
| 21.家族（）                              | 作曲‧編曲：久石讓                                           |
| 22.戰火中的戀情（）                      | 作曲‧編曲：久石讓                                           |
| 23.脫逃（）                              | 作曲‧編曲：久石讓                                           |
| 24.蘇菲的城堡（）                        | 作曲‧編曲：久石讓                                           |
| 25.吞下星星的少年（）                    | 作曲‧編曲：久石讓                                           |
| 26.片尾曲 世界的盟約～人生的旋轉木馬（） | 作詞：谷川俊太郎 作曲：木村弓 編曲：久石讓 演唱：倍賞千惠子 |

### 平面書籍
電影漫畫
於2004年12月15日至2005年2月10日發售
 ISBN 978-4-19-770128-5
 ISBN 978-4-19-770129-2
 ISBN 978-4-19-770130-8
 ISBN 978-4-19-770131-5
美術集
《The Art of Howl's Moving Castle》 ISBN 978-4-19-810010-0
設定集
ISBN 978-4-19-720237-9

## 外部連結
- Nausicaa.net上的《霍爾的移動城堡》（页面存档备份，存于）（英文）
- 互联网电影数据库（IMDb）上《哈尔的移动城堡》的资料（英文）
- Yahoo奇摩電影上《霍爾的移動城堡》的資料（繁體中文）
- 豆瓣电影上《哈尔的移动城堡》的資料 （简体中文）